# 萧留隐
萧留隐，又名萧罕，辽朝大臣，出自契丹蕭氏，蕭惠的父亲。
《辽史·外戚表》只记载北院枢密使萧惠之父为齐国王某，并没有记载名字。而且误把辽道宗皇后蕭觀音的父亲萧孝惠当作萧惠。根据1997年出土的《大辽故皇弟秦越国妃萧氏墓志铭》，耶律弘世之妻秦越国妃萧氏是萧留隐的孙女，萧惠的侄女。萧留隐官至中书门下平章事、燕京统军（南京统军使）。

## 子孙
- 长子：蕭惠（徒姑思、冠宁）枢密使、韩王
  - 孙：蕭慈氏奴
  - 孙：萧兀古匿
    - 曾孙：萧某
      - 玄孙：蕭蒲離不，兀古匿孙
      - 玄孙女：萧挼兰，萧惠曾孙女
- 次子：蕭僅（陈哥）[3]
- 三子：萧忠（特未宁、崇骨哩）驸马都尉
- 四子：萧虚烈（善宁、屈烈、屈劣）北宰相、赵王
  - 孙：萧斡离尕
  - 孙：萧迪烈
  - 孙：萧九圣
  - 孙：秦越国妃萧氏，耶律弘世之妻
- 五子：萧王八[4]